# Солончаковый жаворонок
Солончаковый жаворонок (лат. Alaudala cheleensis) — вид воробьиных птиц из рода Alaudala семейства жаворонковых (Alaudidae).

## Распространение и место обитания
В России встречается в Забайкалье, на юге Алтая, Тувы, кроме того распространен в Монголии и Китае. Птицы гнездятся по берегам озёр, заросших степной растительностью.

## Питание
Питается насекомыми, семенами злаков, сорными растениями.

## Размножение
Петь начинает в двадцатых числах марта, сначала — днём и на земле, позже, в начале апреля, поёт в воздухе. Гнезда жаворонки строят из сухих злаков, выстилая ими ямку, выкопанную в грунте. В кладке 4-5 белых яиц с мелкими коричневыми точками, образующими венчик на тупом конце. Кладку насиживают самка и самец 12 дней. Птенцы покидают гнездо через 9 дней после вылупления. В Монголии гнездится дважды в лето.